# Edward Howel Francis
Edward Howel Francis (31 mai 1924 - 22 mai 2014) est un géologue britannique et professeur émérite de sciences de la Terre à l'Université de Leeds,. Il est président de la Geological Society of London de 1980 à 1982.

## Biographie
Il est né dans le sud du Pays de Galles et va à l'école à Port Talbot. Il est appelé au service militaire après deux ans, dans le régiment du Cheshire et sert en Méditerranée. Après trois ans dans l'armée, il est diplômé de l'University College de Swansea (aujourd'hui l'Université de Swansea) en 1949. Il rejoint l'Institut des sciences géologiques (maintenant le British Geological Survey) où il gravit les échelons de géologue de terrain en Écosse à directeur adjoint pour le nord de l'Angleterre et du Pays de Galles, basé à Leeds.
En 1977, Francis est nommé professeur de sciences de la Terre à l'Université de Leeds. Il prend sa retraite de sa chaire avec le titre de professeur émérite en 1989 et reçoit une bourse honoraire de l'University College de Swansea la même année.
Il est membre de la Royal Society of Edinburgh (1962), récipiendaire du Murchison Fund de la Société géologique de Londres (1963), D.Sc., Université du Pays de Galles (1969). Il reçoit la médaille Clough de la Société géologique d'Édimbourg (1983), la médaille Sorby de la Yorkshire Geological Society (1983), la médaille du major John Sacheverell A'Deane Coke de la Geological Society of London (1989).

## Ouvrages
- La période carbonifère . Edward Howel Francis, B.SC., FRSE, FGS et Austin William Woodland, PH. D., FGS Geological Society, Londres, Special Publications 1964, v. 1, p. 221-232.
- Volcanisme calédonide en Grande-Bretagne et en Irlande . CJ Stillman et EH Francis. Geological Society, Londres, Special Publications 1979, v. 8, p. 555-577.
- Volcanisme du Dévonien moyen au début du Permien : Ancien Monde . EH François. Geological Society, Londres, Special Publications 1988, v. 38, p. 573-584.